# Стенькино
Сте́нькино — посёлок в Рязанском районе Рязанской области России. Входит в состав Ровновского сельского поселения.

## География
Посёлок Стенькино граничит с юго-западной окраиной Рязани.

## История
Станция Стенькино на Рязано-Уральской железной дороге возникла в 1866 году. Название станция получила от расположенного в 14 километрах западнее села Стенькино.
В 30-х годах XX века близ железнодорожной станции Стенькино была организована машинно-тракторная станция, для сотрудников которой был построен посёлок Стенькино МТС.
В 1993 году в посёлке Стенькино МТС проживало 460 человек, а в посёлке станции Стенькино 104 человека. В 1993 году посёлок Стенькино МТС и посёлок станции Стенькино были объединены в один населённый пункт: посёлок Стенькино.

## Население
| 2010 |
| ---- |
| 1677 |

## Экономика
В посёлке расположено Федеральное казенное учреждение «Исправительная колония № 6 Управления Федеральной службы исполнения наказаний по Рязанской области» (старое название ЯМ-401/6).

## Транспорт и связь
На восточной окраине посёлка расположена станция Стенькино I Рязанского направления Московской железной дороги.
В посёлке имеется сельское отделение почтовой связи Стенькино (индекс 390506).
Также посёлок связан автобусным сообщением с г. Рязань